# Brett Pitman
Brett Douglas Pitman (sinh 31 tháng 1 năm 1988) là cầu thủ bóng đá người Jersey đang thi đấu cho câu lạc bộ Ipswich Town. Anh đã có 8 năm thi đấu cho  Bournemouth. Anh thi đấu với tư cách là nội binh của Ipswich Town.